# 络石
络石（学名：Trachelospermum jasminoides），园艺常用名风车茉莉，是夹竹桃科络石属植物。

## 异名
络石又名白花藤、石龙藤、万字茉莉、耐冬、扒墙虎、藤络、骑墙虎、云丹、云英、云花、云珠、软筋藤、石盘藤、石邦藤、悬石、墙络藤、石鲮、过桥风。

## 形态
常绿攀缘木质藤本。椭圆形或卵状披针形叶子对生，老时为革质；夏季开白色花，并散发香味，复聚伞花序顶生或腋生。

## 分布
在中国大陆、台湾、朝鲜、日本、越南和印度都有分布，生长于海拔80米至2,200米的地区。因为这种植物经常爬在石头上面，所以被称为络石。

## 用途
络石的花可提取芳香油，藤和叶可入药，入药时被称为络石藤。

## 延伸阅读
[在维基数据编辑]
 《欽定古今圖書集成·博物彙編·草木典·絡石部》，出自陈梦雷《古今圖書集成》
 《植物名實圖考·絡石》，出自吳其濬《植物名實圖考》

## 外部連結
- 絡石 Luoshi （页面存档备份，存于） 藥用植物圖像數據庫 (香港浸會大學中醫藥學院) （中文）（英文）
- 絡石藤 中藥材圖像數據庫  (香港浸會大學中醫藥學院) （中文）（英文）
- 絡石藤 Luo Shi Teng （页面存档备份，存于） 中藥標本數據庫 (香港浸會大學中醫藥學院) （繁體中文）（英文）